# اوتری سنت ماری
longitudeاوتری سنت ماریlatitudeاوتری سنت ماری
اوتری سنت ماری (به انگلیسی: Ottery St Mary) قصبه ای شهری در شهرستان دوون در کشور انگلستان می‌باشد.

## خصوصیات
اوتری سنت ماری ۷٬۶۹۲ نفر جمعیت دارد. این شهر کوچک بیشتر به خاطر مراسم قدیمی و سنتی «بشکه‌های شعله ور قیر» شناخته شده‌است که طی آن هر سال در پنجم ماه نوامبر بسیاری از مردم منطقه در خیابان‌های کوچک شهر دور هم جمع می‌شوند تا شاهد سنت عجیب حمل بشکه‌های شعله‌ور قیر باشند.